# Hospital
 Denne artikel omhandler hospitaler, set historisk. Opslagsordet har også en anden betydning, se Sygehus.
Et hospital var tidligere et sted til indkvartering og pleje af mennesker, der led under alderdom, svaghed, sygdom eller lidelser, som gjorde dem uegnede til at tage vare på sig selv. Ordet bruges i dag synonymt med sygehus.

## Historie
Hospital (latin) er egentlig et sted, hvor de, der trænger til hjælp, kan optages. Ordet er derfor benyttet dels om lemmestiftelser, dels om sygehuse, således i Tyskland, mens man i Frankrig i reglen bruger hospices om de første, hopitaux om de sidste.

### Middelalderen
I Danmark og Norge benyttedes hospital i gamle dage kun om lemmestiftelser, senere derimod kun om sygehuse med undtagelse af, at nogle gamle lemmestiftelser, som Vartov Hospital og Slagelse Hospital, beholdt det gamle navn. Mens der i oldtiden i Europa næppe fandtes noget, der kan kaldes hospital før kristendommens sejr, opstod hospitaler derefter under kirkens tilsyn, da al fattigpleje kom under denne. Biskop Basilios oprettede 370 e. Kr, et stort hospital i Cæsarea med særskilt sygehusbygning, og omtrent på samme tid byggedes også et i Konstantinopel, hvor kejser Alexios i 1090 endvidere oprettede det enorme Orfanotrofeion bestemt for 10.000 trængende og syge af enhver art. I Rom fandtes allerede i 9. århundrede over 20 hospitaler, og Innocens III omdannede 1204 det fra 8. århundrede stammende San Spirito og indrettede det til 1300 Senge. Hotel Dieu i Paris stammer fra 7. århundrede, hospitaler i Angers og Chartres fra 1153. St. Bartholemews Hospital i London er fra 1102. Da spedalskheden ved korstogene fik stor udbredelse i Europa, oprettedes talrige Sankt Jørgensgårde, der var lemmestiftelser og isolationshuse for de spedalske, men næppe kunne kaldes sygehuse. 1225 var der henved 2.000 spedalskhedsasyler. i Frankrig, i Danmark og Norge oprettedes de første på Absalon's tid. Dernæst bevirkede dels de hyppige pestepidemier, dels krigene, at der måtte i alt fald temporært oprettes egentlige sygehuse.

### Danmark
Det danske sundhedsvæsen tog sin begyndelse i 1700-tallet, da det blev almindeligt, at godserne opførte hospitaler med 2, 3 eller 4 værelser til indkvartering af såvel syge som gamle og sindslidende. Disse hospitaler kunne være solidt byggede stenhuse. Eksempelvis blev Revninge hospital bekostet af Lundsgård i 1735. For et beløb af 400 rigsdaler opførtes et grundmuret og tegltækt hus med 4 værelser og et køkken, og hertil oprettedes et legat på 1700 rigsdaler til hospitalets drift og beboernes underhold. I fundatsen for hospitalet bestemtes det, at
"i hospitalet skal indlægges otte lemmer, to i hvert kammer, hvorved tages i agt, at mandfolk bliver for dem selv, og kvindfolk for dem selv, og må ingen i hospitalet indtages, som er afsindige eller så vanvittige, eller i anden måde så skrøbelige, at de ikke kan rygte dem selv, hvorved de andre lemmer i hospitalet kunne besværes."
I hospitalet måtte kun indtages
"[...] rette almisse-lemmer, som ikke ved drukkenskab eller anden liderlighed, men formedelst alderdom og svaghed er komne i den stand, at de ikke selv kan erhverve deres brød, og i deres nød og fattigdom fører et kristeligt, gudeligt og skikkeligt levned. Og som dette hospital for Lundsgårds gods alene er indrettet, så må ingen heller derudi indlægges, uden de er af samme gods."
Endvidere bestemtes, at hvert af lemmerne efter gudstjenesten skulle have udbetalt 1 mark og 8 skilling af ridefogeden på Lundsgård.
Som udviklingen har været i Danmark, har den vistnok været de fleste steder. Når der opstod epidemier, indrettedes pesthuse, hvor de pestsyge kunne isoleres, og hvor de kunne behandles af pestmestre, det vil sige byens barberere. Når epidemierne var forbi, nedlagdes enten pesthuset, eller det vedblev at bestå som lemmestiftelse, således som det skete i København, hvor der har været flere pesthuse, der i reglen var i en frygtelig forfatning. Krigene foranledigede som sagt også oprettelsen af hospitaler, det vides, at der i 1618 oprettedes et bådsmændenes sygehus rimeligvis ved den nuværende Holmens Kirke, at det 1628 flyttedes til Gothersgade og derfra 1658 til Sejlhuset på Bremerholm, hvorefter det kaldtes Kvæsthuset, der senere deltes i et Søkvæsthus og et landkvæsthus eller Krigshospitalets Ladegaard, fordi det indrettedes på Københavns Ladegård. Oprindeligt skulle Kvæsthuset kun anvendes som sygehus, mens invaliderne anbragtes i de almindelige lemmestiftelser, men efter krigene blev de stiftelser med enkelte sygestuer, og sådanne oprettedes også i 18. århundrede ved andre lemmestiftelser, fx Vartov.
Det første egentlige sygehus i Danmark var Frederiks Hospital, der indviedes 1757, efter at der rundt omkring i Europa var oprettet flere sygehuse: Charité i Berlin (1710), Westminster Hospital (1719) og Guy's Hospital (1722) i London, Serafimerlazarettet i Stockholm (1752).
Almindeligt Hospital, en lemmestiftelse med sygeafdeling, oprettedes i 1769, men det var først i sidste halvdel af 19. århundrede, at der i Danmark byggedes talrige hospitaler: i 1809 fandtes i hele kongeriget 14 hospitaler, i 1837 26, i 1852 38 og i 1871 76.
I København opførtes (Kommunehospitalet i 1863, Øresundshospitalet i 1876, Blegdamshospitalet i 1879, Dronning Louises Børnehospital i 1879, Vestre Hospital i 1886 og så videre), dels uden for København, hvor der med tiden fandtes ca. 170 sygehuse med 12.700 sengepladser. Efter 1900 er der bygget et fortrinligt epidemihospital for hær og flåde (1903), Rigshospitalet som afløser af Frederiks Hospital i (1911), Bispebjerg Hospital i (1913), Frederiksberg Kommunehospital samt de store kommunehospitaler i Odense, Aarhus, Aalborg med flere.

### Norge
I Norge oprettedes et kvæsthus 1679 men dets historie er så godt som ukendt. I Norge oprettede magistraten i Kristiania et sygefattighus i 1743, der senere ophævedes, 1807 oprettedes et andet kommunalt sygehus, der 1826 gik ind under rigshospitalet, som i dette år trådte i virksomhed, og som i den senere tid fik nye særlige bygninger. 1756 oprettedes Akershus Amts, 1792 Bergens kommunale sygehus. Særegne sygehuse for radésyge oprettedes i Stavanger i (1773), for Bratsbergs Amt i (1774), i Flekkefjord i (1775), Trondhjem i (1779).
I slutningen af 19. århundrede blev der rundt om i Norge såvel i byerne som i landdistrikterne oprettet en række nye og moderne indrettede sygehuse, blandt andre Vor Frue Hospital i Kristiania.